# Kore (måne)
 For alternative betydninger, se Kore. (Se også artikler, som begynder med Kore)
Kore er en af planeten Jupiters måner: Den blev opdaget 8. februar 2003 af en gruppe astronomer fra Hawaiis Universitet under ledelse af Scott S. Sheppard. Kore er opkaldt efter Hades' kone i den græske mytologi, men kendes også under betegnelsen Jupiter XLIX (XLIX er romertallet for 49). Før den Internationale Astronomiske Union formelt vedtog navnet Kore, havde månen den provisoriske betegnelse S/2003 J 14.
Kore er cirka 2 kilometer i diameter, og tilhører den såkaldte Pasiphae-gruppe, som omfatter de 13 yderste Jupiter-måner. Gruppen er opkaldt efter månen Pasiphae.
| Naturvidenskab | Spire Denne naturvidenskabsartikel er en spire som bør udbygges. Du er velkommen til at hjælpe Wikipedia ved at udvide den. |